# Scalado
Scalado är ett svenskt mjukvaruföretag som utvecklar och licensierar bildbehandlingslösningar till mobiltelefonindustrin och även till den trådlösa enhetsbranschen. Scalados patenterade teknologier inbegriper minnes- och cpu-effektiva algoritmer som förbättrar och utvecklar den mobila kameratelefonindustrin. Scalados CAPS finns integrerat i mer än 1 miljard mobiltelefoner över hela världen.. Scalado köptes upp av Nokia 2012.

## Historia
Scalado grundades 2000 på Ideon Science Park i Lund, Sverige av fyra före detta studenter från Lunds universitet, Pierre Elzouki och Sami Niemi, samt Maziar Jahanshahi och Fadi Abbas. Idag sysselsätter Scalado ett stort antal bildhanteringsspecialister och har sitt huvudkontor i Lund. Scalado har finansierat sin expansion med venturekapital. Bolaget har under sitt första årtionde blivit en erkänd aktör i branschen med kontor i Sverige (HQ), Korea, Kina, Taiwan, Singapore och USA.

## Teknologi
Scalados teknologi finns sedan 2011 integrerad i mer än 1 miljard mobila enheter världen över med en årlig ökning på ca 500 miljoner enheter per år. Exempel på dessa teknologier är Scalado RAJpeg, Scalado SpeedTags and Scalado SpeedView.

## Produkter
Scalados mjukvara är framtagen för kamera, album och editering. Exempel på några produkter som företaget tagit fram är Scalado CAPS, Scalado PhotoFlow, Scalado Rewind, Scalado TimeWarp, Scalado Camera SDK, Scalado Album SDK och Scalado Editor SDK. Under 2012 började företaget även ta fram mobilapplikationer.

## Priser och erkännanden
2003 - Scalados tilldelas sitt första pris (European IST prize, Information Society Technologies (idag kallat ICT-priset) i Köpenhamn, Danmark) för företagets första innovation ImageZoom™ av Europakommissionen.
2005 - Scalado vinner "the Series 60 Challenge Awards" i kategorin “Best Media/Music product of the year” för teknologin PhotoTwister™ Series 60 application.
2007 - Scalado blir tilldelat ALBIHNS innovationspris för den teknologiska innovationen AutoRama™; ett nytt sätt att ta panoramafotografier.
2008 - På den svenska mobilgalan  i Stockholm, mer känd som den svenska oscarsgalan för mobiltelefoner vinner Scalado i kategorin “Årets företag”.
2009 - På Deloitte’s lista över “Sweden Technology Fast 50” blir Scalado rankat som nummer 7 med en tillväxtfaktor på 1559% under perioden 2004-2008.
På Deloittes lista över de 500 snabbast växande företagen i EMEA (Europa, Mellanöstern och Afrika) blir Scalado rankat som nummer 114 av de mest expansiva företagen med en 5-årig tillväxtfaktor på 1476,10%.
2009 - Scalado vinner en utmärkelse på "Red Herring’s Europe 100 awards", som ett av de högst rankade 100 innovativa företagen i hela Europa.
2009 - Scalado får en notering i "the 100 Million Club".
2009 - Ernst & Young nominerar Scalados grundare i kategorin “Entrepreneur of the Year”. Scalado vann i kategorin “Best International Expansion 2009”.
2010 - Scalado fortsätter listas på Deloittes fast 50- och 500-listor.
2010 - Scalado blir nominerat för “Guldmusen” i kategorin “IT entrepreneur 2010”. Arrangörer av denna tävling är tidningarna Affärsvärlden och Computer Sweden.
2010 - Scalado blir nominerat av Svenska exportrådet till det Stora-Exportpriset 2010.
2010 - Scalado har flera gånger blivit nominerat för Hermes exportpris. I augusti 2010 blir Scalado hedrat av drottning Silvia i Stockholms Handelskammare.
2011 - Scalado blir ett "Gasell-företag", ett pris ämnat för de snabbast växande vinstinriktade företagen de senaste 3 åren.
2011 - Scalado fortsätter listas på Deloittes listor Fast 50 och 500.
2011 - Scalado blir nominerat för "best pressroom" på MyNewsdesk.
2011 - Scalado blir nominerat för priset "Cut the Wire".